# Брвениця (община)
Община Брвениця (мак. Општина Брвеница, алб. Komuna e Bërvenicës) — община в Північній Македонії. Адміністративний центр — село Брвениця. Розташована на північному заході Македонії, Полозький статистично-економічний регіон, з населенням 15 855 мешканців, які проживають на площі — 164,3 км².
Площа території общини 164,3 км² (158 км²).
Межує з общинами Північної Македонії:
- на півночі — з  общиною Тетово;
- на північному заході — з  общиною Боговинє;
- на заході — з  общиною Врапчиште;
- на південному заході — з  общиною Врапчиште;
- на південному сході — з  общиною Македонський Брод;
- на північному сході — з  общиною Желино.

Крім села Брвениця до складу общини входять ще 9 сіл: Блаце, Волковия, Гургурниця, Долно-Седларце, Мілетино, Радіовце, Стенче, Теново і Челопек.
Етнічна структура населення в общині:
- албанці — 61,62 %;
- македонці — 37,53 %;
- серби — 0,49 %;
- боснійці — 0,01 %;
- решта — 0,39 %.